# Timana molybdauges
Timana molybdauges är en fjärilsart som beskrevs av Louis Beethoven Prout 1927. Timana molybdauges ingår i släktet Timana och familjen mätare. Inga underarter finns listade i Catalogue of Life.